# Leonid Kritz

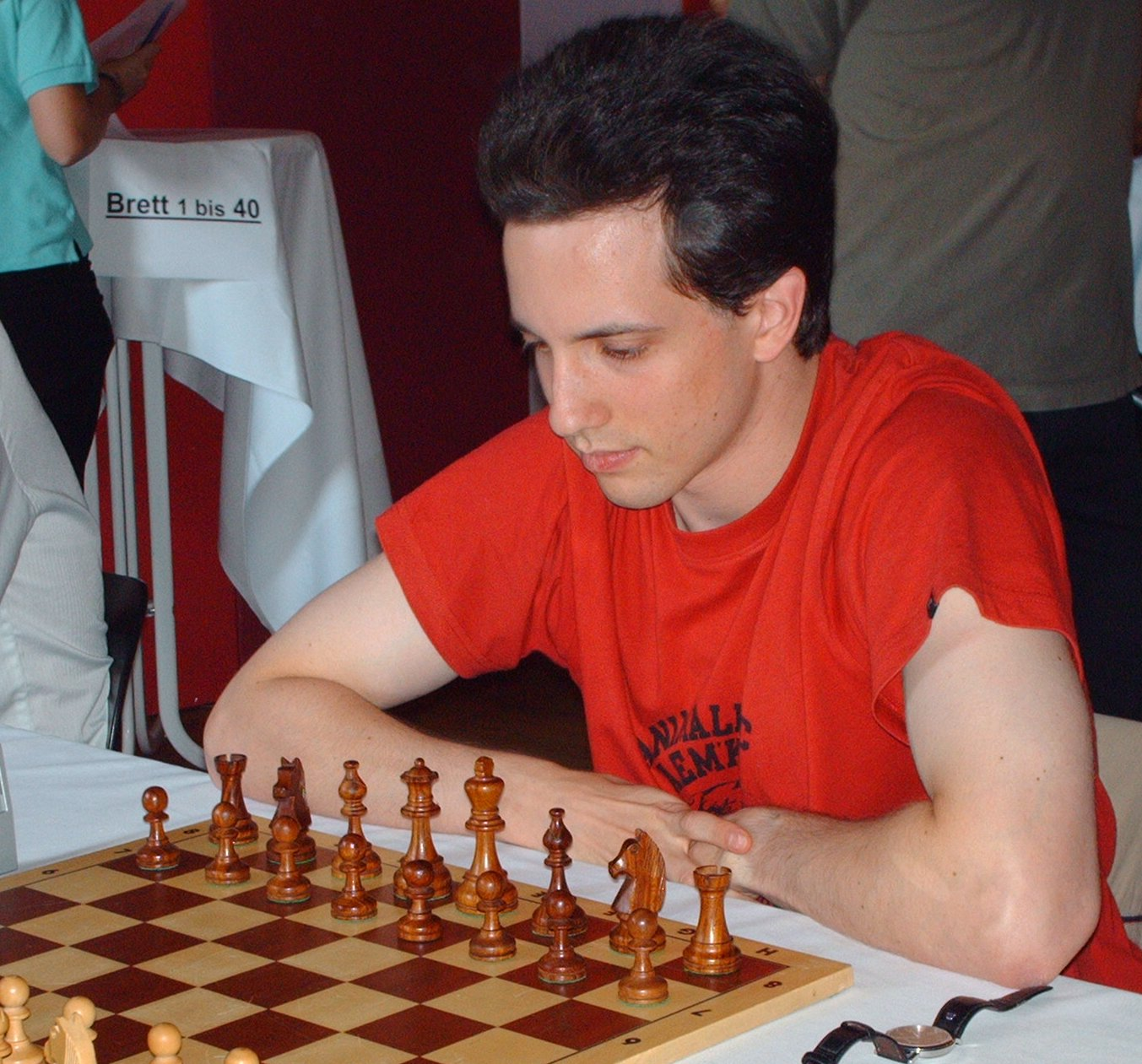
Leonid Kritz in 2007

Leonid Kritz (26 febr. 1984) is een Duitse schaker met een FIDE-rating van 2568 in 2016. Hij is, sinds 2003, een grootmeester (GM).
Op vierjarige leeftijd leerde hij van zijn vader schaken. Op zesjarige leeftijd werd hij lid van de sportvereniging Spartak. In november 1996 verhuisde hij met zijn familie naar Duitsland (Saarland) en nam sindsdien deel aan diverse Duitse kampioenschappen.

## Individuele resultaten
In 1999 werd hij in Spanje jeugdwereldkampioen in de categorie tot 16 jaar. In 2001 werd hij Internationaal Meester (IM). In 2003 verkreeg hij de titel 'grootmeester'. De GM-normen had hij behaald bij: een internationaal toernooi voor juniorenturnier (januari 2001) in Zug, het schaakfestival in Bad Wörishofen (maart 2003) en de Europese kampioenschappen (juni 2003) in Istanboel. In juni 2003 behaalde hij bij de Wereldkampioenschappen 'tot 20 jaar' in Azerbeidzjan 7.5 uit 13 partijen. In 2004 nam hij deel aan het FIDE-Wereldkampioenschap schaken in Tripolis, waar hij in de tweede ronde werd uitgeschakeld. In 2005 speelde Kritz mee in het toernooi om het kampioenschap van Duitsland en eindigde daarbij met 6 uit 9 op de zevende plaats. Van 29 oktober t/m 6 november 2005 speelde hij mee in het toernooi om het Beieren open dat na de tie-break door Aleksandar Deltsjev met 7.5 uit 9 gewonnen werd; Leonid Kritz eindigde eveneens met 7.5 uit 9 op de vierde plaats. In 2007 won hij het eerste BPB Limburg Open. In juli 2010 werd hij met 8 pt. uit 11 gedeeld 1e–7e met Aleksander Rjazantsev, Vitali Golod, Nadezjda Kosintseva, Christian Bauer, Sébastien Feller, Sébastien Mazé op het 43e schaakfestival van Biel, MTO Open. Na tiebreak was Rjazantsev de winnaar.

## Resultaten in schaakteams
Bij de Schaakolympiade van 2004 en het Europees schaakkampioenschap voor landenteams in 2005 en 2007 speelde hij in het Duitse nationale team.

## Resultaten in schaakverenigingen
In de Duitse bondscompetitie speelde hij van 2004 tot 2006 voor Sportfreunde Katernberg, in seizoen 2006/07 voor SG Porz en in seizoen 2007/08 voor Werder Bremen. In de Belgische competitie speelde hij van 2005 tot 2007 voor Namur Echecs, in de Luxemburgse competitie van 1999 tot 2005 voor C.E. Le Cavalier Differdange, in de Nederlandse Meesterklasse van 2006 tot 2008 voor HMC Calder, in de Oostenrijkse competitie van 2004 tot 2007 voor SK Sparkasse Jenbach. In de Franse 'Top 16' speelde hij in seizoen 2003/04 voor Vandœuvre-Echecs, in seizoen 2006/07 voor Club de Chess 15 Paris en in seizoen 2007/08 voor Marseille Duchamps. In de 'United States Chess League' speelde hij in 2009 voor de Baltimore Kingfishers.

## Overig
Kritz studeert bedrijfskunde aan de Universiteit van Texas in Dallas.
Via ChessBase publiceerde hij enkele videos over openingen: Safe and active with the Dutch Stonewall, Countering with the Chebanenko Slav en Being safe with the Berlin Wall.
Sinds december 2012 is hij getrouwd met de Russische grootmeester Nadezjda Kosintseva.

## Externe koppelingen
- (en)   Informatie over schaakpartijen van Leonid Kritz op ChessGames.com
- (en)   Informatie over schaakpartijen van Leonid Kritz op 365chess.com
- (en)  FIDE-ratinggegevens voor Leonid Kritz